# Версенвиль
Версенви́ль (фр. Versainville) — коммуна во Франции, находится в регионе Нижняя Нормандия. Департамент коммуны — Кальвадос. Входит в состав кантона Фалез-Юг. Округ коммуны — Кан.
Код INSEE коммуны — 14737.

## Население
Население коммуны на 2010 год составляло 414 человек.
| 1962 | 1968 | 1975 | 1982 | 1990 | 1999 | 2010 |
| ---- | ---- | ---- | ---- | ---- | ---- | ---- |
| 298  | 274  | 247  | 274  | 328  | 389  | 414  |

## Экономика
В 2010 году среди 274 человек трудоспособного возраста (15—64 лет) 204 были экономически активными, 70 — неактивными (показатель активности — 74,5 %, в 1999 году было 72,3 %). Из 204 активных жителей работали 186 человек (98 мужчин и 88 женщин), безработных было 18 (5 мужчин и 13 женщин). Среди 70 неактивных 26 человек были учениками или студентами, 32 — пенсионерами, 12 были неактивными по другим причинам.